# DisplayLink
DisplayLink – firma informatyczna zajmującą się półprzewodnikami i oprogramowaniem komputerowym.
DisplayLink został założony w 2003 roku jako Newnham Research przez Quentina Stafford-Frasera i Martina Kinga. Zespół Newnham Research opracował NIVO (Network In, Video Out), zaprojektowany z myślą o niskokosztowych klientach w sieciach ethernetowych. Pomysłodawcy kierowali  się w swoich działaniach przede wszystkim poczuciem misji polegającej na udostępnieniu rozwiązań dla niskokosztowej komputeryzacji szkół w biednych krajach Afryki. Było to osiągalne dzięki wykorzystaniu w protokołach sieciowych wyrafinowanych algorytmów kompresji obrazu, co obniżało wymagania mocy przetwarzania współdzielonego komputera.
W 2006 roku firma Newnham Research uruchomiła we współpracy z firmą Kensington Computer Products Group pierwszy komercyjnie dostępny produkt: przeznaczoną dla rynku detalicznego uniwersalną stację dokującą do laptopów. Potrzeby klientów na rynku globalnym doprowadziły do odejścia firmy od sieci Ethernet na rzecz łącza USB, które niedługo potem stało się obowiązującym standardem we wszystkich urządzeniach komputerowych co zapewniło firmie sukces rynkowy.
Firma utworzyła biuro centralne w Palo Alto w Kalifornii, a w listopadzie 2006 Newnham Research zmienił nazwę na DisplayLink, jako lepiej opisującą rozwijane przez firmę technologie połączeń. W roku 2008 DisplayLink powołał zespół inżynierski w Polsce w Katowicach.
W roku 2017 DisplayLink działa na całym świecie z biurami w Stanach Zjednoczonych, Wielkiej Brytanii, Polsce i na Tajwanie. Firma jest finansowana ze środków prywatnych i do roku 2017 pozyskała 75 milionów dolarów z funduszy venture capital, Atlas Venture, Balderton Capital, Cipio Partners DAG Ventures i DFJ Esprit.
Technologie DisplayLink przeznaczone są do łączenia komputerów i wyświetlaczy za pomocą interfejsów USB, Ethernet i WiFi. Umożliwiają również podłączenie wielu wyświetlaczy do pojedynczego komputera. DisplayLink projektuje i wytwarza (w zewnętrznej fabryce) układy scalone i oprogramowanie pozwalające na tworzenie urządzeń umożliwiających łączenie monitorów lub innych wyświetlaczy z komputerem. Producenci sprzętu, na ich bazie, produkują końcowy sprzęt komputerowy taki jak: przejściówki USB/DVI, uniwersalne stacje dokujące, projektory USB, minimonitory i inne. Głównymi klientami DisplayLink są producenci komputerów przenośnych OEM (HP, Dell, Toshiba, Lenovo, Acer, Asus), producenci monitorów LCD (AOC, ASUS) i dostawcy dodatków do komputerów PC (i-tec Technologies, Startech.com, Targus, Belkin, Kensington, Plugable), oraz systemów operacyjnych MacOS, Android, ChromeOS i Linux.
Technologia grafiki sieciowej DisplayLink składa się z oprogramowania Virtual Graphics Card (VGC) zainstalowanego na komputerze PC i sprzętu do renderowania Hardware Rendering Engine (HRE) wbudowanego lub podłączonego do urządzenia wyświetlającego. Oprogramowanie DisplayLink VGC, oparte na adaptacyjnej technologii graficznej i działające na komputerach z systemem Windows, MacOS X i Linux, odbiera informacje z karty graficznej, kompresuje zmiany wyświetlane z ostatniej aktualizacji i wysyła je do dowolnej standardowej sieci, w tym USB, bezprzewodowego USB, Ethernetu i Wi-Fi. Po otrzymaniu danych system przekształca je z powrotem w piksele, które mają być wyświetlane na monitorze. Podczas gdy podstawowa technologia grafiki sieciowej może być używana na wielu interfejsach sieciowych (Ethernet i Wi-Fi), DisplayLink ma do tej pory produkty zaprojektowane tylko w standardzie USB 2.0, USB 3.0 i bezprzewodowej łączności USB.